# Stuss
Stuss ou Faro judeu é um jogo de cartas, uma variante do faro. Nesta versão (jogada em jogos de casa, salas de apoio e salões), as cartas são distribuídas a partir da mão do dealer. Para além disso, a casa ganha todo o dinheiro quando tira duas cartas iguais, em vez de metade como no faro tradicional. Isto aumenta consideravelmente a vantagem da casa sobre os seus clientes.
O Stuss foi particularmente popular no final do século XIX na cidade de Nova Iorque e em Chicago, nos Estados Unidos, continuando até à época da Primeira Guerra Mundial.